# Llista d'episodis de 13 anys i un dia
La sèrie de televisió catalana 13 anys i un dia consta de dues temporada amb un total de 24 episodis. Es va estrenar a Catalunya per TV3 el 15 de gener de 2008 i l'últim espisodi es va emetre el 19 de març de 2009.

## Temporades
| Temporada | Temporada | Episodis | Estrena a Catalunya | Final              | Final |
| --------- | --------- | -------- | ------------------- | ------------------ | ----- |
|           | 1         | 13       | 15 de gener de 2008 | 15 d'abril de 2008 |       |
|           | 2         | 11       | 8 de gener de 2009  | 19 de març de 2009 |       |

## Llista d'episodis

### Primera temporada
| Sèrie | Temp. | Títol                            | Direcció   | Guió                              | Data d'estrena       | Audiència (espectadors/share) |
| --- | ----- | -------------------------------- | ---------- | --------------------------------- | -------------------- | ----------------------------- |
| 1 | 1     | «Operació sortida»               | Jesús Font | Joan Tharrats                     | 15 de gener de 2008  | 966.000 espectadors / 29,8%   |
| Des del dia en què en Ricard, conxorxat amb el Pedro, va fugar-se amb un furgó carregat amb 200 milions de pessetes, la relació del Roger i el seu pare ha estat més aviat una no-relació.                                                |       |                                  |            |                                   |                      |                               |
| 2 | 2     | «Operació tornada»               | Jesús Font | Joan Tharrats                     | 22 de gener de 2008  | 673.000 espectadors / 20,9%   |
| El Ricard, després de fugar-se de la presó, sense voler, aprofitant el pla de fuga del Pedro, s'instal·la a casa seva, on viuen magníficament el seu fill Roger i el seu amic Google.                                                     |       |                                  |            |                                   |                      |                               |
| 3 | 3     | «Ordre»                          | Jesús Font | Joan Tharrats                     | 29 de gener de 2008  | 683.000 espectadors / 21,4%   |
| El Ricard està instal·lat al pis i tots, especialment el Roger, comencen a notar la seva verdadera personalitat, obsessiva pel que fa a l'ordre, un ordre que a més vol imposar a la vida del seu fill.                                   |       |                                  |            |                                   |                      |                               |
| 4 | 4     | «No em deixis!!!»                | Jesús Font | Joan Tharrats & Joaquim Oristrell | 5 de febrer de 2008  | 578.000 espectadors / 18,6%   |
| Fart de sentir les queixes del seu fill, el Roger decideix marxar al Brasil amb la seva cunyada Margot. Paral·lelament, la Sílvia comença a sortir amb un noi del seu cercle social.                                                      |       |                                  |            |                                   |                      |                               |
| 5 | 5     | «Teràpia»                        | Jesús Font | Joan Tharrats                     | 12 de febrer de 2008 | 575.000 espectadors / 18,4%   |
| Davant la manifesta incompatibilitat de caràcters, que fa impossible la convivència, Ricard i Roger accepten sotmetre's a una teràpia de família per millorar les seves relacions.                                                        |       |                                  |            |                                   |                      |                               |
| 6 | 6     | «Res és com era»                 | Jesús Font | Joan Tharrats                     | 19 de febrer de 2008 | 453.000 espectadors / 13,2%   |
| En Roger decideix marxar de casa i busca pis, però no té diners per comprar-ne un. Aleshores, com a acte de reafirmació davant el seu pare, posa en marxa la idea de recuperar el seu grup de rock de l'adolescència.                     |       |                                  |            |                                   |                      |                               |
| 7 | 7     | «Artistes»                       | Jesús Font | Joan Tharrats                     | 26 de febrer de 2008 | 531.000 espectadors / 16,2%   |
| La Sílvia vol començar la seva carrera d'actriu tant sí com no. Quan el Ricard i la Margot s'assabenten que el seu pare està disposat a produir una obra per a la seva filla decideixen ajudar-la.                                        |       |                                  |            |                                   |                      |                               |
| 8 | 8     | «La fuga»                        | Jesús Font | Joan Tharrats                     | 4 de març de 2008    | 503.000 espectadors / 15,7%   |
| Al pis del Ricard i el Roger comencen a no tenir ni un duro cap d'ells. El Ricard decideix que han de fer un pla de fuga per treure el Pedro de la presó i així anar a buscar el botí que van robar.                                      |       |                                  |            |                                   |                      |                               |
| 9 | 9     | «Estic malalt»                   | Jesús Font | Joan Tharrats & Héctor Lozano     | 11 de març de 2008   | 609.000 espectadors / 19,1%   |
| Fart de viure envoltat d'indiferència i sense ser estimat, el Ricard fingeix una malaltia greu per cridar l'atenció i que estiguin per ell. La jugada no li surt prou bé, perquè el Roger s'interessa més pel botí que per la seva salut. |       |                                  |            |                                   |                      |                               |
| 10 | 10    | «Operació coartada»              | Jesús Font | Joan Tharrats & Joaquim Oristrell | 18 de març de 2008   | 398.000 espectadors / 14,3%   |
| El Ricard troba una manera nova i original de guanyar-se la vida: Dir mentides per encàrrec que serveixen de coartada als seus clients culpables. L'home està en plena feina quan truquen al timbre...                                    |       |                                  |            |                                   |                      |                               |
| 11 | 11    | «Amors i diners»                 | Jesús Font | Joan Tharrats & Héctor Lozano     | 25 de març de 2008   | 588.000 espectadors / 18,3%   |
| La delicada situació econòmica familiar fa que en Ricard obri un negoci com a terapeuta de parella, i els seus primer clients són els pares de la Sílvia.                                                                                 |       |                                  |            |                                   |                      |                               |
| 12 | 12    | «El botí»                        | Jesús Font | Joan Tharrats                     | 8 d'abril de 2008    | 478.000 espectadors / 14,2%   |
| En Ricard s'ha arruïnat fent apostes per internet. Això fa que estigui en números vermells. En Roger, per la seva banda, necessita que el seu pare li deixi diners per muntar un grup musical.                                            |       |                                  |            |                                   |                      |                               |
| 13 | 13    | «Els millors amics de les noies» | Jesús Font | Joan Tharrats & Joaquim Oristrell | 15 d'abril de 2008   | 591.000 espectadors / 17,8%   |
| El Roger apareix al bar amb una sorpresa: ell i la Sílvia es casen amb el vistiplau del pare de la noia, que a més li ha ofert una feina a la seva empresa.                                                                               |       |                                  |            |                                   |                      |                               |

### Segona temporada
| Sèrie | Temp. | Títol             | Direcció   | Guió                              | Data d'estrena       | Audiència (espectadors / share) |
| --- | ----- | ----------------- | ---------- | --------------------------------- | -------------------- | ------------------------------- |
| 14 | 1     | «Ajuda»           | Jesús Font | Joan Tharrats                     | 8 de gener de 2009   | 682.000 espectadors / 21,1%     |
| La germana de la Margot i cunyada del Ricard ha arribat a la ciutat. És monja i té, a més d'un caràcter autoritari, la missió de recaptar fons pels nens de l'Àfrica. El que sembla una missió lloable, es va complicant més, tenint en compte que els fets evolucionaran cap una situació que realment el Ricard i cap dels membres de la família s'esperaven.                                       |       |                   |            |                                   |                      |                                 |
| 15 | 2     | «Bon rotllo»      | Jesús Font | Joan Tharrats                     | 15 de gener de 2009  | 666.000 espectadors / 20,5%     |
| En Ricard vol tenir una família estructurada. Si encara no s'ha entregat a la policia és perquè manté l'esperança que el seu fill sigui una persona responsable. Però en Roger es desentén del seu pare fins al punt que en Ricard ha de comprar el bon rotllo del seu fill. |       |                   |            |                                   |                      |                                 |
| 16 | 3     | «Gallina vella»   | Jesús Font | Joan Tharrats                     | 22 de gener de 2009  | 517.000 espectadors / 16,1%     |
| És l'aniversari del Ricard i, com a tal, fora de la presó el vol celebrar com cal. Munta una festa sorpresa i diu a tothom com ha de ser. Els altres fan el que poden per evitar que es faci molt pesat, però el Roger té una crisi perquè la quiosquera, a l'hora de tornar-li el canvi, li ha dit "senyor". Se sent gran.                                                                           |       |                   |            |                                   |                      |                                 |
| 17 | 4     | «Sospites»        | Jesús Font | Joan Tharrats & Sergi Pompermayer | 29 de gener de 2009  | 338.000 espectadors / 10,7%     |
| El Ricard creu que el poden atrapar. Tot surt de les sospites que té que el persegueixen. Potser el que hauria de fer perquè no el perseguissin seria entregar-se d'una vegada, tal com ja va fer el seu amic Pedro. A partir d'aquí les coses canvien. La presó li portarà una sorpresa. Mentrestant, el Roger i la Sílvia tenen una crisi de parella que han de solucionar escapant-se a un refugi. |       |                   |            |                                   |                      |                                 |
| 18 | 5     | «Testament»       | Jesús Font | Joan Tharrats & Xavier Guàrdia    | 5 de febrer de 2009  | 457.000 espectadors / 14,3%     |
| El Ricard té una visió que li fa pensar que ha de fer testament per si mai li passa alguna cosa. El Roger i la resta volen saber si és que té diners per deixa'ls-hi en testament. La cosa es complica quan la Margot rep una oferta molt bona en què ha de rodar unes seqüències d'una orgia. |       |                   |            |                                   |                      |                                 |
| 19 | 6     | «Silenci»         | Jesús Font | Joan Tharrats & Sergi Pompermayer | 12 de febrer de 2009 | 475.000 espectadors / 14,6%     |
| Al Roger, a punt de fer un concert, li agafa una afonia que fa perillar que un productor que és al bar el contracti. Davant d'aquest problema, el Ricard li farà de mànager, tot i que no controla gaire el món dels bolos. Per la seva banda, la Margot i la Sílvia assisteixen a classes de reiki perquè és una manera d'entendre la vida.                                                          |       |                   |            |                                   |                      |                                 |
| 20 | 7     | «Trencament»      | Jesús Font | Joan Tharrats                     | 19 de febrer de 2009 | 544.000 espectadors / 16,3%     |
| El Ricard, mentre prepara el robatori a uns grans magatzems, es trenca. Això fa que no el pugui portar a terme i haurà de ser el Roger qui es posi en el seu lloc. Per la seva banda, la Margot lliga amb un jove alternatiu que grava tot el que troba al seu davant. |       |                   |            |                                   |                      |                                 |
| 21 | 8     | «El concurs»      | Jesús Font | Joan Tharrats                     | 26 de febrer de 2009 | 519.000 espectadors / 15,6%     |
| El Roger es presenta a un famós concurs musical de televisió. Ningú pensa que el puguin seleccionar, però l'agafen. Per aconseguir guanyar calen molts SMS, de manera que s'ha de pensar una estratègia. |       |                   |            |                                   |                      |                                 |
| 22 | 9     | «M'he deixat»     | Jesús Font | Joan Tharrats & Jordi Sánchez     | 5 de març de 2009    | 637.000 espectadors / 19,1%     |
| El Ricard creu que s'ha deixat i vol posar-hi remei. Un és gran si fa de gran, si es deixa. Ell es vol posar en forma, però quan pren una decisió, mai arriba sola: si ell es posa en forma, tots els del seu voltant també ho hauran de fer. |       |                   |            |                                   |                      |                                 |
| 23 | 10    | «Bibí»            | Jesús Font | Joan Tharrats & Sergi Pompermayer | 12 de març de 2009   | 577.000 espectadors / 17,3%     |
| El Ricard no té ni un euro i no vol robar més, de moment. La Mònica i el Google el convencen perquè faci de provador de productes farmacològics, perquè és una feina que es paga molt bé. El Ricard ho prova i experimenta uns canvis que tindran molta repercussió, especialment per a la mare de la Sílvia, la Bibí.                                                                                |       |                   |            |                                   |                      |                                 |
| 24 | 11    | «Digui'm, dígame» | Jesús Font | Joan Tharrats & Jordi Sánchez     | 19 de març de 2009   | 567.000 espectadors / 17,7%     |
| L'Enriqueta Estornell, gran veu de la ràdio en consultoris amorosos, ha mort. A la Margot li sap molt greu i al Ricard se li ocorre una idea per muntar un negoci fent de substituta de l'Estornell. Ell, que ja havia fet el paper de dona, en sap molt, d'aquestes coses. |       |                   |            |                                   |                      |                                 |